# Sigrid Storråda
Sigrid Storråda neboli Sigrída Hrdá, Saum–Aesa (švédsky Sigrid Storråda, dánsky Gunhilda, slovansky Svatoslava) je jméno královny, která se objevuje v severských ságách jako manželka švédského krále Erika Vítězného a poté dánského krále Svena Vidlího vouse. Ačkoliv jí ságy připisují nordický původ, je Sigrid někdy považována za polskou nebo pomořanskou princeznu. Její existence je některými vědci zpochybňována, například Birgittou Fritzovou.
Sigrid se objevuje v mnoha ságách napsaných celé generace po popisovaných událostech, o kterých jinak není žádný důkaz. Není jisté, zda byla skutečnou osobou, či zda je výsledkem spojení osudů několika žen nebo zcela fiktivní postavou.

## SágaHeimskringla

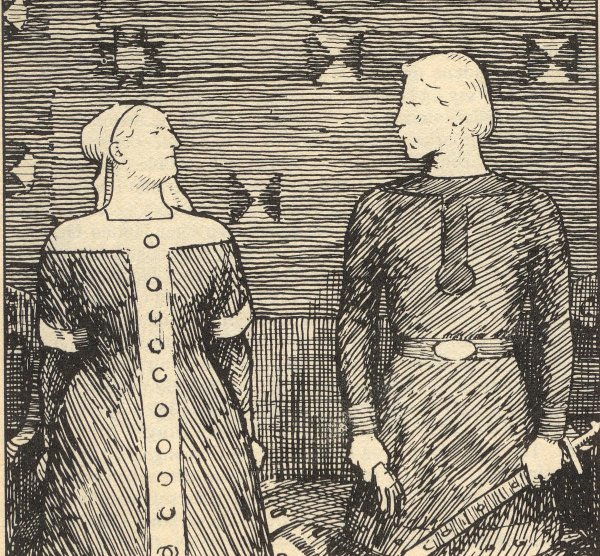
Norský král Olaf Tryggvason nabídl Sigrid manželství s tou podmínkou, že konvertuje ke křesťanství. Když to Sigrid odmítla, Olaf ji uhodil rukavicí. Žena ho poté varovala, že tento skutek může vést k jeho smrti.

Heimskringla popisuje Sigrid jako krásnou, ale pomstychtivou dceru mocného švédského šlechtice Skagula Tosteho. Jako vdova po Erikovi Vítězném vlastnila význačné pozemky a žila společně se synem Olofem, když se král Vestfoldu Harald Grenske ucházel o její ruku. Nechala Haralda i dalšího svého nápadníka Vissavalda z Garðaríki po hostině upálit ve velké síni, aby odradila další zájemce o manželství s ní.
O její ruku dále žádal norský král Olaf Trygvasson, ale za podmínku si určil, aby konvertovala ke křesťanství. Sigrid mu řekla: „Neodloučím se od víry, kterou přede mnou udržovali mí předci.“ Olaf ji ve vzteku uhodil rukavicí, načež Sigrid chladně reagovala: „To může jednoho dne znamenat tvou smrt.“
Sigrid poté chtěla utvořit koalici Olafových nepřátel. Zajistila spojenectví Švédska a Dánska, když se provdala za ovdovělého dánského krále Svena Vidlího vouse. Sven svou sestru Tyri provdal za vendského krále Burislava, otce své první manželky Gunhildy. Tyri utekla a provdala se za Olafa, čímž jen rozdmýchala konflikt mezi Olafem a svým bratrem, zatímco Sigrid štvala Svena proti svému bývalému nápadníkovi. To vedlo k bitvě u Svoldu, ve které Olaf zahynul.
Dánský historik Saxo Grammaticus opakuje tyto informace a píše, že vdova po Eriku Vítězném Syritha se provdala za Svena Vidlího vouse poté, co odmítla Olafa Trygvassona.

## Kronikáři
- Thietmar Merseburský zmiňuje, že se dcera Měška I. Polského, sestra Boleslava Chrabrého, vdala za Svena Vidlího vouse a dala mu syny Knuta a Harolda, ale nezmiňuje už její jméno. Thietmar byl zřejmě nejinformovanějšším ze středověkých kronikářů, protože popsané události v Dánsku a Polsku se odehrály v jeho době. Tvrzení, že matkou Haralda a Knuta byla Boleslavova sestra, může vysvětlovat jistá záhadná vyjádření ve středověkých kronikách, jako je zapojení polských vojáků při invazi do Anglie.

- Adam z Brém píše, že polská princezna byla manželkou švédského krále Erika Vítězného a matkou jeho syna Olofa. Z druhého manželství se Svenem se jí narodili Knut a Harold. Adam tudíž nazývá Knuta a Olofa bratry. Někteří historici pokládájí toto Adamovo tvrzení za nespolehlivé, protože Adam je jediným zdrojem, který tuto verzi zmiňuje.

- Gesta Cnutonis regis v krátké pasáži zmiňuje, že Knut a jeho bratr odešli do země Slovanů a přivedli zpět svou matku, která tam žila. To nutně neznamená, že jejich matka byla Slovanka, ale tato kronika zjevně naznačuje, že jí byla.

- „Liber vitae of the New Minster and Hyde Abbey Winchester“ uvádí, že jméno sestry krále Knuta bylo „Santslaue“ („Santslaue soror CNVTI regis nostri“), což je nepochybně slovanské jméno. J. Steenstrup se domnívá, že Knutova sestra mohla být pojmenovaná po jejich matce a že její slovanské jméno bylo Świętosława.

## Identita
Na základě těchto dat došli historici k několika hypotézám. Jedna z nich pokládá Sigrid ze ság za polskou princeznu Świętosławu, dceru Měška I. a Doubravky, která se vdala za Erika a poté za Svena a byla matkou Erikova syna Olofa a Svenových synů Haralda a Knuta. Sigrid by v tom případě bylo její nově přijaté jméno nebo jméno, které si vymysleli autoři ság, kteří její slovanské jméno neznali nebo neuměli napsat. Podle této hypotézy by také mohla být identická se Svenovou první legendární manželkou Gunhildou. Sigrid také může být pouze fiktivní postavou.